# Jazz at the Philharmonic

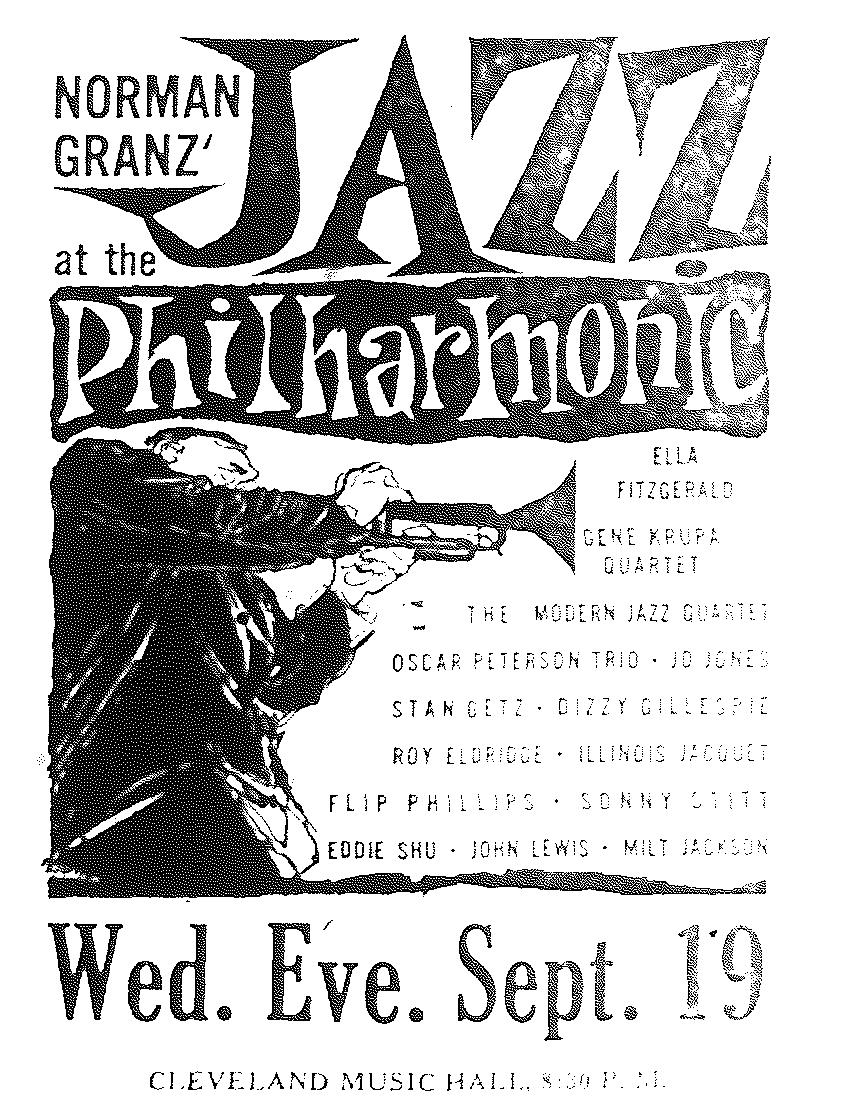
Afisz koncertu JATP z 1956

Jazz at the Philharmonic (JATP) – przedsięwzięcie muzyczne realizowane w latach 1944–1983, obejmujące pojedyncze koncerty, tournées i nagrania płytowe. Jego pomysłodawcą i organizatorem był Norman Granz (1918–2001) – amerykański impresario jazzowy i producent muzyczny.

## Historia
Pierwszy koncert odbył się 2 lipca 1944 w Philharmonic Auditorium w Los Angeles. Wystąpili na nim Illinois Jacquet, Jack McVea, J.J. Johnson, Shorty Sherock, Nat „King” Cole, Les Paul, Johnny Miller, Meade Lux Lewis, Bumps Myers, Joe Sullivan, Buddy Rich, Randall Miller, Bud Hatch, Marie Bryant, Red Callender, Lee Young i Carolyn Richards. Zamierzenie miało nosić nazwę: „Jazz Concert at the Philharmonic Auditorium”, ale drukarz, przygotowujący afisze i programy, skrócił ją do: „Jazz at the Philharmonic”. Koncert odniósł sukces, a występy Illinois Jacqueta, Nata „Kinga” Cole’a i Lesa Paula wywołały prawdziwą sensację. Granz postanowił więc kontynuować przedsięwzięcie, które z biegiem czasu przekształciło się w cenioną instytucję, propagującą jazz na całym świecie. Przedstawiał wybitnych muzyków, grających przede wszystkim swing, bebop i szeroko pojęty jazz mainstreamowy. Koncerty JATP były jednymi z pierwszych imprez o dużym prestiżu, które zrywały z segregacją rasową, prezentując zespoły o mieszanych etnicznie składach.
W latach 1945–1957 odbyło się 18 tras koncertowych JATP w Stanach Zjednoczonych i Kanadzie. Ostatnie, dziewiętnaste, krajowe tournée zostało zorganizowane w 1967. Europejskich tras koncertowych było 8 w latach 1957–1959. Później odbyło się jeszcze kilka pojedynczych koncertów JATP w Europie i Japonii. Pożegnalny koncert JATP miał miejsce w Tokio w 1983.
Granz zarejestrował wiele koncertów JATP. Początkowo odpłatnie użyczał nagrań firmom fonograficznym, ale z chwilą założenia w 1946 pierwszej własnej wytwórni (Clef Records), sam zaczął wydawać płyty. W 2010 Library of Congress podczas corocznego wyboru zapisów dźwiękowych „znaczących kulturowo, historycznie lub estetycznie”, włączyła nagrania JATP do Narodowego Rejestru Nagrań (ang. National Recording Registry).

## Artyści JATP
Louie Bellson, Ray Brown, Red Callender, Benny Carter, Buck Clayton, Nat „King” Cole, Sonny Criss, Buddy DeFranco, Harry „Sweets” Edison, Roy Eldridge, Herb Ellis, Ella Fitzgerald, Stan Getz, Dizzy Gillespie, Lionel Hampton, Bill Harris, Coleman Hawkins, J.C. Heard, Billie Holiday, Helen Humes, Illinois Jacquet, J.J. Johnson, Hank Jones, Jo Jones, Barney Kessel, Kenny Kersey, Gene Krupa, Lou Levy, Meade Lux Lewis, Shelly Manne, Modern Jazz Quartet, Fats Navarro, Charlie Parker, Joe Pass, Les Paul, Oscar Peterson, Flip Phillips, Buddy Rich, Charlie Shavers, Willie Smith, Sonny Stitt, Slim Gaillard, Clark Terry, Tommy Turk, Ben Webster, Lee Young i Lester Young.

## Dyskografia
- 1990 Return to Happiness • Jazz at the Philharmonic • Yoyogi National Stadium, Tokyo, 1983 (2CD) (Pablo)
- 1991 Jazz at the Philharmonic at Montreux Jazz Festival 1975 (Pablo)
- 1991 J.A.T.P. in London, 1969 (2CD) (Verve)
- 1992 J.A.T.P. In Tokyo • Live at the Nichigeki Theatre 1953 (Pablo)
- 1994 Jazz at the Philharmonic • The First Concert (Verve)
- 1997 Jazz at the Philharmonic • Frankfurt, 1952 (Pablo)
- 1998 Complete Jazz At Philharmonic On Verve 1944–1949 (10CD) (Verve)
- 1998 Jazz at the Philharmonic • Best Of The 1940's Concerts (PolyGram)
- 2002 Norman Grantz' J.A.T.P. • Carnegie Hall 1949 (Pablo)
- 2010 Norman Granz Presents Jazz at the Philharmonic • Carnegie Hall Concert, September 13, 1952 (Fresh Sound Records)

## DVD
- 2005 Norman Granz Jazz in Montreux Presents Jazz at the Philharmonic '75 (Eagle Rock Entertainment)